# Tổ chức Đo lường Hợp pháp Quốc tế
Tổ chức Đo lường Hợp pháp Quốc tế, viết tắt theo tiếng Pháp là OIML (Organisation Internationale de Métrologie Légale, tiếng Anh: International Organization of Legal Metrology, IOLM), là một tổ chức phi chính phủ, phi lợi nhuận quốc tế hoạt động trong lĩnh vực đơn vị đo lường.
OIML thành lập năm 1955 . Điều hành OIML là ủy ban quốc tế CIML (Comité international de Métrologie légale) có chủ tịch và các phó chủ tịch và ủy viên. Chủ tịch CIML từ 2017 là Dr. Roman Schwartz từ  Đức.

## Hoạt động
OIML để thúc đẩy sự hài hòa toàn cầu các thủ tục đo lường hợp pháp, là nền tảng và tạo thuận lợi cho thương mại quốc tế.
Hài hòa như vậy bảo đảm rằng chứng nhận phương tiện đo trong các quốc gia là tương thích lẫn nhau, do đó tạo thuận lợi cho thương mại các thiết bị đo lường và các sản phẩm dựa trên các thiết bị đo.
Các sản phẩm này bao gồm các thiết bị nặng, taxi mét, tốc độ kế, các thiết bị đo nông sản như đo độ ẩm ngũ cốc, các thiết bị y tế liên quan như đo khí thải và nồng độ cồn.
OIML làm việc chặt chẽ với các tổ chức quốc tế khác như Văn phòng Cân đo Quốc tế (BIPM), Tổ chức Tiêu chuẩn Quốc tế (ISO) để đảm bảo khả năng tương thích giữa công việc của mỗi tổ chức.
Các tổ chức không có thẩm quyền pháp lý để áp đặt giải pháp lên các thành viên của nó, nhưng khuyến nghị của OIML thường được các quốc gia thành viên sử dụng như là một phần của pháp luật trong nước của chính họ.